# 1392
Năm 1392 là một năm trong lịch Julius.

## Sự kiện
- 4 tháng 8 - Hòa ước Ostrów kết thúc Nội chiến Litva (1389–92) và Chiến tranh kế vị Galicia-Volyn (1340–92). Công quốc Galicia-Volyn chính thức tan rã hoàn toàn, Vương quốc Ba Lan lấy Galicia còn Đại công quốc Litva lấy Volyn.
- Lý Thành Quế cướp ngôi nhà Cao Ly, lập ra nhà Triều Tiên.